# Timberwolf

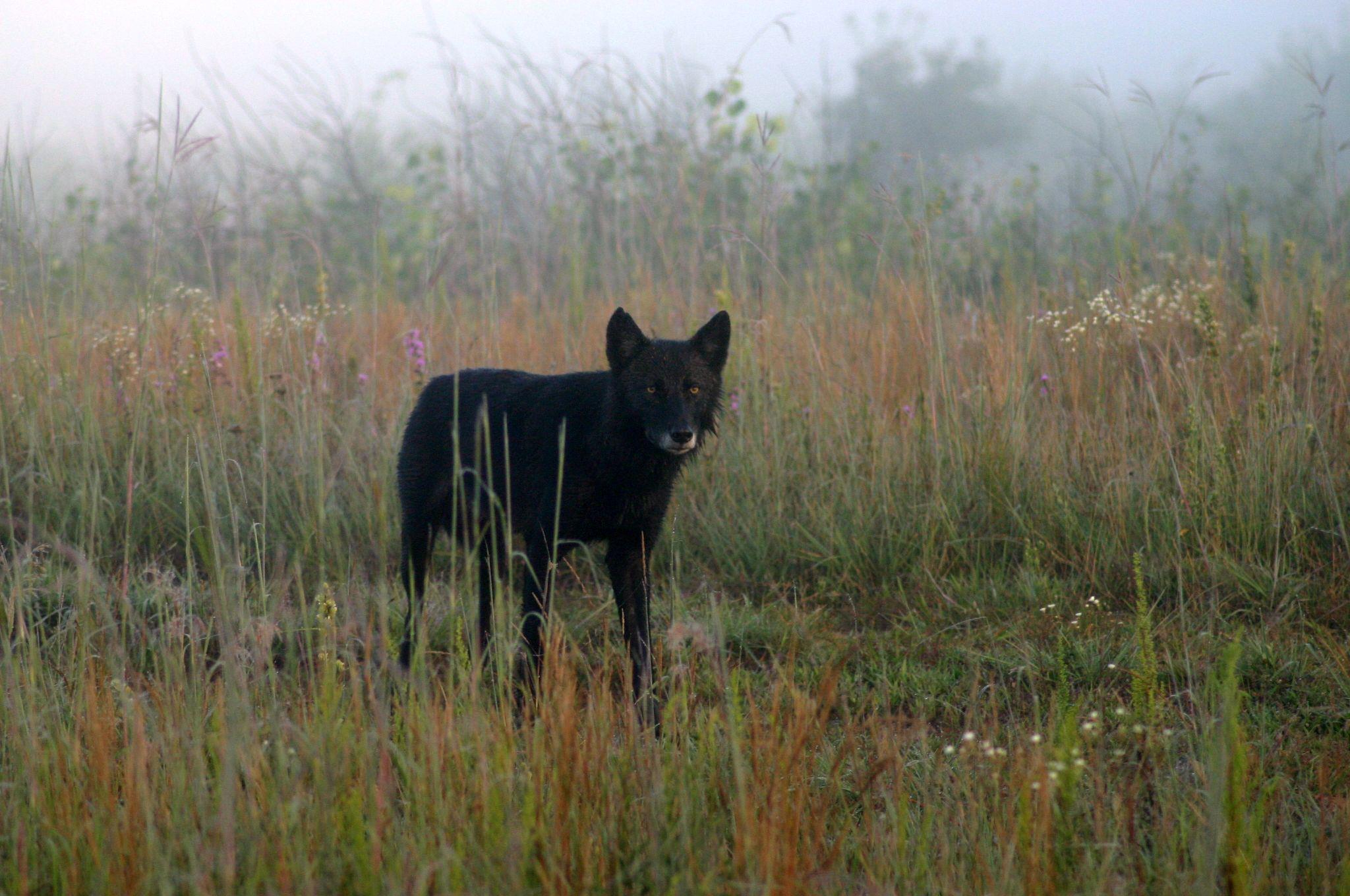
Timberwolf mit schwarzem Fell im „Necedah National Wildlife Refuge“

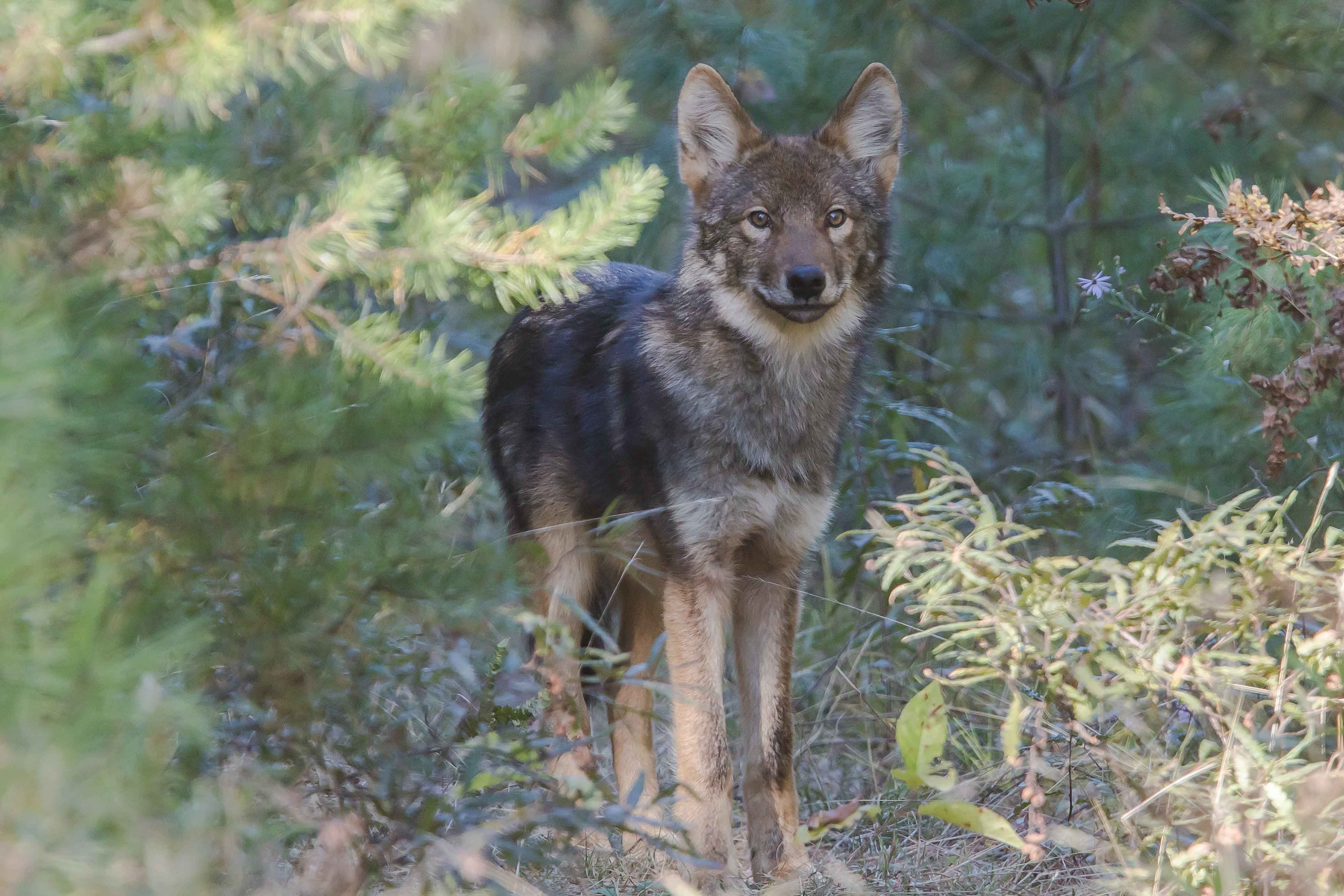
Timberwolf, juvenil

Der Timberwolf (Canis lupus lycaon), auch Eastern Wolf, Great Lakes Wolf oder Algonquin Wolf, ist eine taxonomisch umstrittene Unterart des Wolfes. Seit der Monographie von Edward Alphonso Goldman wurde der Name für eine von 23 oder 24 Unterarten des Wolfes in Nordamerika verwendet, die den größten Teil des Ostens des Kontinents besiedelt haben soll. Später verwendete der Paläontologe und Wirbeltier-Taxonom Ronald M. Nowak den Namen für eine von acht Unterarten, die im Gebiet der Großen Seen heimisch sei. Spätere Autoren haben, vor allem gestützt auf widersprüchliche und kontrovers interpretierte genetische Daten, entweder die Existenz einer eigenständigen Art Canis lycaon, als einer von drei nordamerikanischen Caniden-Arten, postuliert, oder sie interpretierten die Populationen nur als eine Hybridzone zwischen dem (Grauen) Wolf Canis lupus und dem kleineren Kojoten (Canis latrans) und/oder dem Rotwolf (Canis rufus).
Umstritten ist bis heute nicht nur der Status als Art oder Unterart, sondern schon die Existenz einer eigenständigen Sippe (entweder noch existierend, oder zumindest in historischer Zeit vorhanden gewesen) und deren Verhältnis zum Rotwolf, der wahlweise ebenso als eigenständige Art oder als Unterart von entweder Canis lupus oder auch von Canis lycaon aufgefasst wurde und wird. Der Streit um den Status des Timberwolfs wird auch deshalb so erbittert geführt, weil neben rein wissenschaftlichen Interessen auch Fragen des Artenschutzes berührt sind.

## Morphologische Merkmale
Der Timberwolf ist eine mittelgroße Wolfssippe, die in ihrer Körpergröße intermediär zwischen dem (Grauen) Wolf Canis lupus des amerikanischen Westens und dem Kojoten steht. Sofern der Rotwolf vom Great-Lakes-Wolf unterschieden wird, ist der Rotwolf etwas größer als ein Kojote, aber kleiner als der Great-Lakes-Wolf. Lange für Verwirrung gesorgt haben Berichte über die Fellfarbe, die auf die ältesten wissenschaftlichen Berichte über Wölfe in Nordamerika zurückgehen. Georges-Louis Leclerc de Buffon berichtete 1761 von einem „loup noir“ aus Kanada, der in Europa ausgestellt wurde. William Bartram beschrieb 1791 einen „Lupus niger“ mit schwarzem Fell aus Florida, der später mit dem Rotwolf gleichgesetzt wurde. Johann Christian von Schrebers beschrieb 1775, gestützt auf dessen Abbildungen, Buffons „loup noir“ formal als Spezies Canis lycaon, deren Typlokalität damit Kanada ist, dieser wurde durch Gerrit Smith Miller nachträglich als Typus von Canis lycaon festgeschrieben. Spätere Beobachtungen in den Regionen konnten nur einzelne schwarze Wölfe dort bestätigen, die als Farbaberrationen (Schwärzlinge) gedeutet werden. Wölfe aus Wisconsin, die innerhalb des Areals der von Goldman definierten Unterart Canis lupus lycaon vorkamen, wurden morphologisch so gekennzeichnet (nach Johnston in Nowak 2009): Körperlänge 1490 bis 1650 Millimeter, Gewicht 30 bis 45 Kilogramm, Schädellänge 230 bis 268 Millimeter, Ohren moderat groß und weniger auffallend als beim Kojoten, moderat dichtes, recht grobes Fell, oberseits grau gefärbt, vom Nacken an schwärzlich überlaufen, Unterseite weißlich bis hellocker, Kopf ocker- bis zimtfarben überlaufen, Ohren gelbbraun, Beine außen gelbbraun bis zimtfarben, an den Vorderbeinen mit einer mehr oder weniger auffallenden schwarzen Linie. Kein wesentlicher Farbunterschied zwischen Sommer- und Winterpelz. Nach Goldman seien die Tiere im südöstlichen Ontario und südlichen Quebec etwas kleiner und etwas dunkler gefärbt als die weiter westlich lebenden. Nach neueren Maßen erreichen die Tiere aus dem Algonquin Provincial Park eine Körpermasse von durchschnittlich 24,5 (17 bis 23) Kilogramm im weiblichen und 27,7 (19,5 bis 36,7) Kilogramm im männlichen Geschlecht (zum Vergleich: Kojote: 10–18 kg, Grauer Wolf: 24 bis 60 kg).

## Genetische Abgrenzung
Seit dem Aufkommen leistungsfähiger genetischer Analysemethoden in den 2000er Jahren verlagerte sich die Diskussion um Status und Abgrenzung des Timberwolfs auf genetische Marker, da alle morphologischen Merkmale unklar und interpretationsabhängig sind. Die Probleme wurden hier dadurch verschärft, dass die östlichen Wölfe (Canis rufus und/oder Canis lycaon) im 19. und 20. Jahrhundert bis auf wenige, völlig isolierte Reliktpopulationen (darunter diejenige der Großen Seen) ausgerottet worden waren. Dies ermöglichte dem Kojoten, der ursprünglich im östlichen Nordamerika nicht einheimisch war, die Ausweitung seines Areals in diese Region. Durch experimentelle Befunde und Beobachtungen nachgewiesen, hybridisieren Kojoten und östliche Wölfe gelegentlich, vermutlich verschärft durch Mangel an Paarungspartnern in winzigen, verstreuten Reliktpopulationen. Heute nachweisbare genetische Übereinstimmungen zwischen östlichen Wölfen und Kojoten könnten auf solche junge Hybridisierungen zurückgehen, sie könnten auf gemeinsamen Allelen beruhen, die sowohl östliche Wölfe wie auch Kojoten von ihrem (gemeinsamen) Vorfahren geerbt hätten, oder auf jede Kombination dieser Faktoren. Im Jahr 2000 stellten dann Paul J. Wilson und Kollegen eine einflussreiche Studie vor, nach der die Wölfe des Algonquin Provincial Park in Ontario, als letzte weitgehend von Introgression unbeeinflusste Population des östlichen „grauen“ Wolfes gemeinsam mit dem Rotwolf eine eigenständige genetische Einheit bilden würden, die spezifisch verschieden sowohl vom Kojoten (seiner Schwesterart) wie auch von westlichen Grauen Wolf sei. Diese gemeinsame Art aus östlichem Wolf der Große-Seen-Region und Rotwolf nannten sie, aus Prioritätsgründen, Canis lycaon. Diesem Modell zufolge gäbe es also drei Canidenarten in Nordamerika. Die Resultate wurden in einer Folgestudie durch Christopher Kyle und Kollegen 2006 gestützt (auch wenn die Autoren eine Hybridisierung sowohl mit Grauen Wölfen wie auch Kojoten bestätigen konnten). Andere Autoren, etwa eine Arbeitsgruppe um Bridgett M. von Holdt von der Princeton University in einer Serie von Artikeln, widersprechen, ihrer Interpretation der Daten zufolge gäbe es nur zwei Arten in Nordamerika (den Grauen Wolf Canis lupus und den Kojoten Canis latrans) und diverse auf Hybridisierung zwischen diesen zurückgehende Populationen, zu denen auch der Rotwolf und der Timberwolf gehören würde. Auch anderen genetischen Studien zufolge, etwa Stephan Koblmüller und Kollegen wäre der Great Lakes Wolf ein an die kleinere Beute in der Region angepasster Ökotyp des Grauen Wolfs, alle genetischen Besonderheiten gingen demnach auf Introgression von kürzlich zugewanderten Kojoten zurück. Dem wurde von verschiedenen Autoren aus Wilsons Gruppe widersprochen, der Streit ist bis heute nicht beigelegt.

## Artenschutz
Im Jahr 1967 wurde auf Grundlage des Endangered Species Protection Act „Canis lupus lycaon“, mit einem Verbreitungsgebiet von Minnesota bis ins östliche Kanada, unter Artenschutz gestellt. Einige Taxonomen postulierten, gestützt auf Fellfarbe und historische Berichte, bald darauf, die Tiere aus Minnesota wären in Wirklichkeit der ansonsten ausgerotteten Unterart Canis lupus nubilus (mit Verbreitung in den Great Plains) zugehörig, dies wurde später von Nowak anhand von Schädelmessungen unterstützt. Ob die Wölfe in Wisconsin, Michigan und Minnesota Graue Wölfe (Canis lupus), Mischlinge zwischen Grauen Wölfen und den Great Lakes- oder Timberwölfen Kanadas und Grauen Wölfen sind und ob überhaupt diese Unterscheidung gerechtfertigt ist, wurde, gestützt auf die widersprüchlichen Fachmeinungen, unterschiedlich dargestellt. Problematisch ist dabei insbesondere, ob ein besonderer Schutz gerechtfertigt ist, wenn der Graue Wolf insgesamt nicht (mehr) als bestandsbedroht gilt.
In Kanada wird der „Algonquin Wolf“ (Canis lupus lycaon) als eine eigenständige Einheit im Rang einer Unterart des Grauen Wolfs anerkannt, der seit 2016 unter dem Endangered Species Act Ontarios besonderen Artenschutz genießt.

## Sonstiges
Das im Adler- und Wolfspark Kasselburg in einem 10 ha großen Gelände untergebrachte Rudel Timberwölfe gilt als das größte Wolfsrudel Westeuropas.
Die Minnesota Timberwolves, eine Basketballmannschaft der nordamerikanischen NBA, sind nach dem Timberwolf benannt.
Der Spitzname der 104. Infanteriedivision der United States Army ist Timberwolf. Sie wurde im Zweiten Weltkrieg eingesetzt und war unter anderem an der Einnahme von Halle an der Saale beteiligt.